# دایسوکه گوری
دایسوکه گوری (انگلیسی: Daisuke Gōri؛ ۸ فوریه ۱۹۵۲ – ۱۷ ژانویهٔ ۲۰۱۰) هنرپیشه، و صداپیشه اهل ژاپن بود.
از فیلم‌ها یا برنامه‌های تلویزیونی که وی در آن نقش داشته‌است می‌توان به تکن: د موشن پیکچر اشاره کرد.